# Толстоголовка прото
Толстоголовка прото (лат. Muschampia proto) — бабочка из семейства толстоголовок.

## Этимология названия
Прото (греческая мифология) — морская нимфа, дочь Нерея.

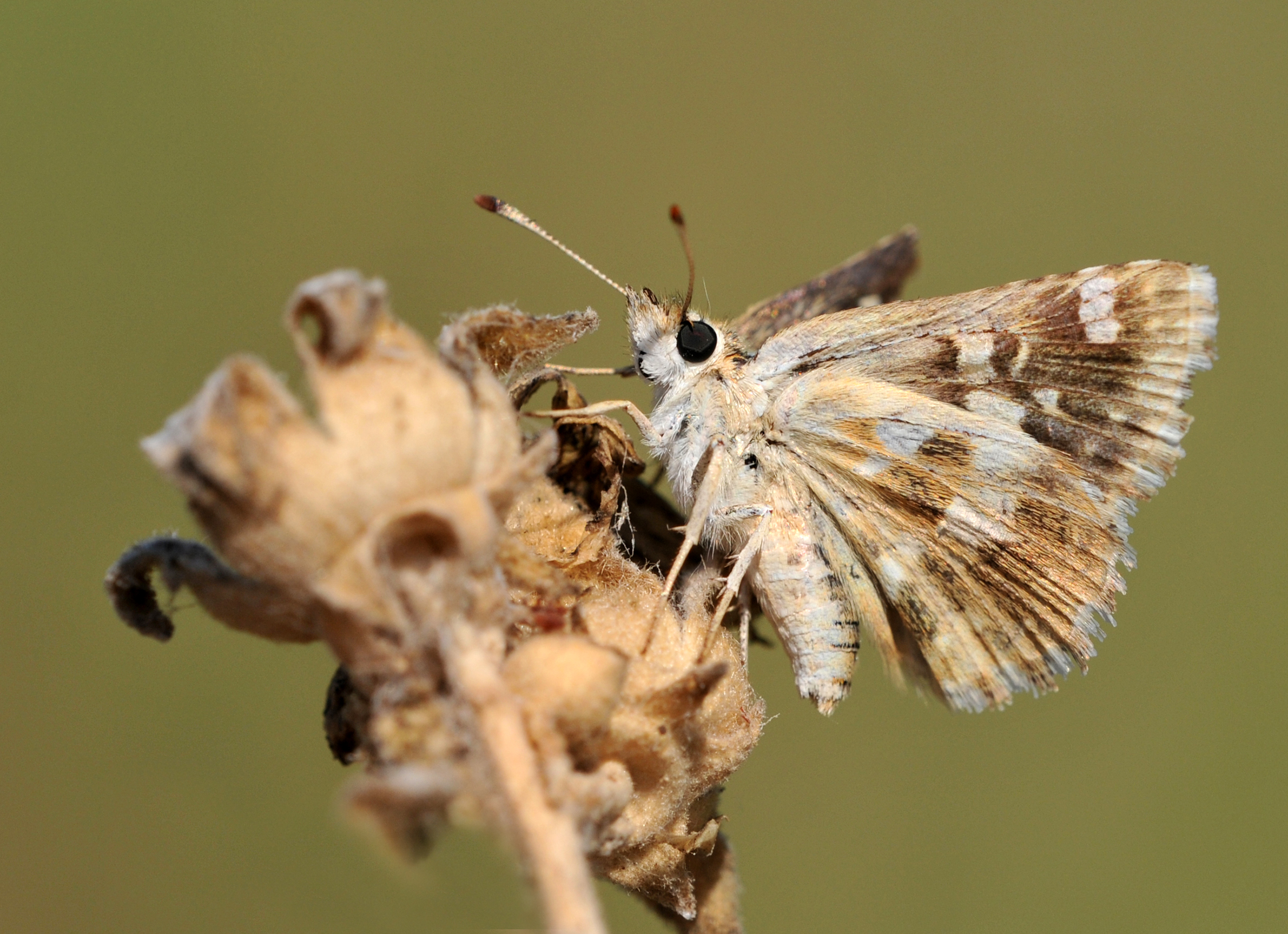

## Ареал
Марокко, Алжир, Пиренейский полуостров, юг Франции, Италия, Сицилия, Греция, Кавказ и Македония.

## Систематика
Ранее приводился для территории Юго-восточной Европы (типовая местность — Португалия). Данный вид характеризуется значительной разорванностью своего глобального ареала. Морфологически вид Muschampia proto отличается от толстоголовки протовидной беловатым фоном нижней стороны задних крыльев с желтовато-оливковым оттенком у самцов, значительным развитием белесого опыления на верхней стороне крыльев, в то время как нижняя сторона крыльев толстоголовки протовидной — светло-коричневого цвета. Рисунок и окраска крыльев у обоих видов изменчивы. В работе по фауне России (Tuzov et al., 1997) известный специалист по толстоголовкам А. Л. Девяткин приводит для России Muschampia proto.

## Биология
На Кавказе бабочки встречаются на засушливых горных склонах, покрытых травянистой растительностью с присутствием зопника — кормового растения гусениц, на высоте от 0 до 1200 м над ур. м. На протяжении года развивается в одном поколении. Время лёта бабочек с конца июня до сентября. Гусеницы живут в «домиках» из сплетенных листьев. Окукливается в подстилке, в коконе из растительных остатков. Зимуют яйца.